# Viterne
Viterne és un municipi francès situat al departament de Meurthe i Mosel·la i a la regió del Gran Est. L'any 2007 tenia 701 habitants.

## Demografia

### Població
El 2007 la població de fet de Viterne era de 701 persones. Hi havia 264 famílies, de les quals 64 eren unipersonals (24 homes vivint sols i 40 dones vivint soles), 76 parelles sense fills, 100 parelles amb fills i 24 famílies monoparentals amb fills.
La població ha evolucionat segons el següent gràfic:
Habitants censats

### Habitatges
El 2007 hi havia 296 habitatges, 269 eren l'habitatge principal de la família, 6 eren segones residències i 20 estaven desocupats. 283 eren cases i 12 eren apartaments. Dels 269 habitatges principals, 239 estaven ocupats pels seus propietaris, 23 estaven llogats i ocupats pels llogaters i 7 estaven cedits a títol gratuït; 4 tenien dues cambres, 28 en tenien tres, 70 en tenien quatre i 167 en tenien cinc o més. 201 habitatges disposaven pel capbaix d'una plaça de pàrquing. A 100 habitatges hi havia un automòbil i a 144 n'hi havia dos o més.

### Piràmide de població
La piràmide de població per edats i sexe el 2009 era:
| Homes | Edats   | Dones |
| ----- | ------- | ----- |
| 0     | 95 o +  | 0     |
| 0     | 90 a 94 | 0     |
| 4     | 85 a 89 | 8     |
| 0     | 80 a 84 | 4     |
| 8     | 75 a 79 | 16    |
| 8     | 70 a 74 | 8     |
| 20    | 65 a 69 | 16    |
| 16    | 60 a 64 | 8     |
| 32    | 55 a 59 | 16    |
| 16    | 50 a 54 | 36    |
| 56    | 45 a 49 | 24    |
| 16    | 40 a 44 | 44    |
| 28    | 35 a 39 | 16    |
| 0     | 30 a 34 | 8     |
| 24    | 25 a 29 | 8     |
| 44    | 20 a 24 | 20    |
| 16    | 15 a 19 | 28    |
| 28    | 10 a 14 | 28    |
| 20    | 5 a 9   | 16    |
| 20    | 0 a 4   | 0     |

## Economia
El 2007 la població en edat de treballar era de 457 persones, 323 eren actives i 134 eren inactives. De les 323 persones actives 299 estaven ocupades (160 homes i 139 dones) i 24 estaven aturades (14 homes i 10 dones). De les 134 persones inactives 44 estaven jubilades, 57 estaven estudiant i 33 estaven classificades com a «altres inactius».

### Ingressos
El 2009 a Viterne hi havia 291 unitats fiscals que integraven 733 persones, la mediana anual d'ingressos fiscals per persona era de 19.328 €.

### Activitats econòmiques
Dels 21 establiments que hi havia el 2007, 1 era d'una empresa extractiva, 1 d'una empresa alimentària, 11 d'empreses de construcció, 3 d'empreses de comerç i reparació d'automòbils, 3 d'empreses de transport, 1 d'una entitat de l'administració pública i 1 d'una empresa classificada com a «altres activitats de serveis».
Dels 8 establiments de servei als particulars que hi havia el 2009, 1 era una oficina de correu, 1 taller de reparació d'automòbils i de material agrícola, 1 paleta, 1 guixaire pintor, 1 lampisteria i 3 electricistes.
Dels 2 establiments comercials que hi havia el 2009, 1 era una botiga de més de 120 m² i 1 una botiga de menys de 120 m².
L'any 2000 a Viterne hi havia 7 explotacions agrícoles.

## Equipaments sanitaris i escolars
El 2009 hi havia una escola elemental.

## Poblacions més properes
El següent diagrama mostra les poblacions més properes.